# Museo nazionale delle belle arti (Argentina)
Il Museo Nazionale delle Belle Arti (Museo Nacional de Bellas Artes in spagnolo), acronimo MNBA, è un'istituzione museale diffusa le cui collezioni d'arte sono stanziate tra la capitale argentina e la città di Neuquén. È anche la più grande e prestigiosa raccolta del Paese e una delle più importanti dell'America Latina.
Dall'aprile del 2012 è stato incorporato nel progetto di Google Art, con 235 opere.

## Storia
Il museo fu inaugurato nel dicembre del 1896, all'interno delle Galerías Bon Marché, uno spazio attualmente occupato dalle Galerías Pacífico. Il patrimonio del museo crebbe notevolmente nel corso degli anni grazie alle acquisizioni e alle donazioni; per questo motivo nel 1911 il museo fu trasferito all'interno del Padiglione Argentino, nella Plaza General San Martíne, nel 1933 nella Pump House in Recoleta, ristrutturata dall'architetto Alejandro Bustillo, dove si trova attualmente.

## Collezione
Il Museo Nazionale di Belle Arti ospita più di 12.000 opere di periodi differenti, tra cui dipinti, incisioni, disegni, sculture, arazzi e altri oggetti.
Nella collezione permanente del museo sono presenti opere di artisti sia argentini che internazionali, tra i quali Cézanne, Chagall, Degas, El Greco, Corrado Giaquinto, Fontana, Gauguin, Goya, Kandinsky, Klee, Longoni, Manet, Modigliani, Monet, Moore, Picasso, Pollock, Renoir, Rothko, Rubens, Van Gogh.